# 达拉哈拉
达拉哈拉（尼泊爾語： Dharahara）又称比姆森塔，位于尼泊尔加德满都，是尼泊尔首相、抗英英雄比姆森·塔帕（1775年－1839年）所建的塔。

## 简介

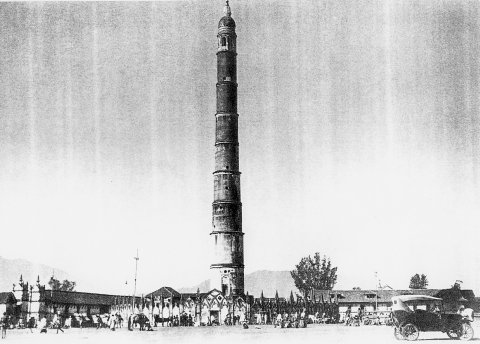
达拉哈拉

达拉哈拉高九层（61.88米），位于加德满都孙德哈拉（Sundhara）的中心，是加德满都的地标性建筑之一。达拉哈拉建于1832年，是由时任尼泊尔首相比姆森·塔帕兴建。比姆森·塔帕当时在其侄女、王后Lalit Tripura Sundari的谕令下兴建了达拉哈拉。当时比姆森·塔帕建了两座塔，另一座也是最早的一座兴建于1824年，高11层（1934年大地震时倒塌）。王后Lalit Tripura Sundari希望在这第一座塔的旁边为她自己再兴建一座，即达拉哈拉。
达拉哈拉内有一个螺旋楼梯，共213级台阶。第8层有环形阳台，游人可在此俯瞰加德满都谷地。达拉哈拉顶上有5.2米高的铜杆。从2005年直到2015年在地震中被毁前，该塔一直对游客开放。1934年大地震时，
达拉哈拉也受到严重损坏，后修复。2015年4月25日06:11:26 UTC，加德满都地震发生后，达拉哈拉完全倒塌。